# رودريك إل. آيرلادند
رودريك إل. إيرلاند (بالإنجليزية: Roderick L. Ireland) (من مواليد 3 ديسمبر 1944) هو رئيس سابق للمحكمة القضائية العليا في ولاية ماساتشوستس، وأول أمريكي من أصول أفريقية يتولى هذا المنصب. رُشّح لمنصب رئيس المحكمة من قبل الحاكم ديفال باتريك في 4 نوفمبر 2010، وأُدّي اليمين في 20 ديسمبر من العام نفسه. تقاعد من عمله في المحكمة في 25 يوليو 2014.

## وصلات خارجية
- رودريك إل. آيرلادند على موقع إن إن دي بي (الإنجليزية)